# Amerli
Amerli (también conocida como Amirli) es una localidad iraquí situada en la Gobernación de Saladino, en el Distrito de Tuz, y a aproximadamente 160 km de Bagdad.  Cuenta con 26 000 habitantes, en su mayoría turcomanos chiíes.
El 7 de junio de 2007 un camión bomba estalló en un mercado de la localidad, provocando la muerte de 105 personas e hiriendo a otras 250. La población, con alrededor de 15.000 de sus habitantes, fue asediada en junio de 2014 por fuerzas del Estado Islámico. La situación de los asediados era precaria por la falta de agua y alimentos. El ejército iraquí, junto a milicias chiíes y a peshmergas kurdos, iniciaron a finales de agosto una ofensiva con el objetivo de romper el cerco a la ciudad. Contó además con la ayuda de la aviación estadounidense, que bombardeó posiciones del Estado Islámico y llevó a cabo una operación de entrega de ayuda humanitaria, en la que también participaron fuerzas de Reino Unido, Francia y Australia. El día 31 del mismo mes el ejército iraquí logra entrar en la ciudad y romper el asedio a la misma.